# انتونی لوریچ
انتونی لوریچ (انگلیسی: Anthony Lovrich؛ زادهٔ ۵ دسامبر ۱۹۶۱) قایقران روئینگ اهل استرالیا است.